# Stazione di Manzano
La stazione di Manzano è una fermata sita a Manzano sulla linea ferroviaria Udine-Trieste.

## Storia
Originariamente semplice fermata, venne trasformata in stazione il 6 luglio 1916. In seguito, con l'istituzione sulla linea del Blocco Elettrico Manuale o meglio Blocco Elettromeccanico stile Cardani tornò ad essere una semplice fermata.

## Strutture e impianti
Disponeva di uno scalo oggi dismesso.

## Movimento
La stazione è servita da treni regionali svolti da Trenitalia nell'ambito del contratto di servizio stipulato con le Regioni interessate.

## Servizi
- Biglietteria automatica

## Interscambi
- Fermata autobus